# USS Amberjack (SS-219)
USS Amberjack (SS-219) là một tàu ngầm lớp Gato từng phục vụ cùng Hải quân Hoa Kỳ trong Chiến tranh Thế giới thứ hai. Nó là chiếc tàu chiến đầu tiên của Hải quân Hoa Kỳ được đặt cái tên này, theo tên amberjack, một loài thuộc chi Cá cam. Nó đã phục vụ trong Thế chiến II, thực hiện được ba chuyến tuần tra, đánh chìm hai tàu với tổng tải trọng 5.225 tấn, trước khi bị tàu chiến Nhật Bản đánh chìm ngoài khơi Rabaul vào đầu năm 1943. Amberjack được tặng thưởng ba Ngôi sao Chiến trận do thành tích phục vụ trong Thế Chiến II.

## Thiết kế và chế tạo
Lớp tàu ngầm Gato được thiết kế cho mục đích một tàu ngầm hạm đội nhằm có tốc độ trên mặt nước cao, tầm hoạt động xa và vũ khí mạnh để tháp tùng hạm đội chiến trận. Con tàu dài 311 ft 9 in (95,02 m) và có trọng lượng choán nước 1.525 tấn Anh (1.549 t) khi nổi và 2.424 tấn Anh (2.463 t) khi lặn. Chúng trang bị động cơ diesel dẫn động máy phát điện để cung cấp điện năng cho bốn động cơ điện, đạt được công suất 5.400 shp (4.000 kW) khi nổi và 2.740 shp (2.040 kW) khi lặn, cho phép đạt tốc độ tối đa 21 hải lý trên giờ (39 km/h) và 9 hải lý trên giờ (17 km/h) tương ứng. Tầm xa hoạt động là 11.000 hải lý (20.000 km) khi đi trên mặt nước ở tốc độ 10 hải lý trên giờ (19 km/h) và có thể hoạt động kéo dài đến 75 ngày và lặn được sâu tối đa 300 ft (90 m).
Lớp tàu ngầm Gato được trang bị mười ống phóng ngư lôi 21 in (530 mm), gồm sáu ống trước mũi và bốn ống phía phía đuôi tàu, chúng mang theo tối đa 24 quả ngư lôi. Vũ khí trên boong tàu gồm một hải pháo 3 inch/50 caliber, và thường được tăng cường một khẩu pháo phòng không Bofors 40 mm nòng đơn và một khẩu đội Oerlikon 20 mm nòng đôi, kèm theo súng máy .50 caliber và .30 caliber. Tiện nghi cho thủy thủ đoàn bao gồm điều hòa không khí, thực phẩm trữ lạnh, máy lọc nước, máy giặt và giường ngủ cho hầu hết mọi người, giúp họ chịu đựng cái nóng nhiệt đới tại Thái Bình Dương cùng những chuyến tuần tra kéo dài đến hai tháng rưỡi.
Amberjack được đặt lườn tại xưởng tàu của hãng Electric Boat Company ở Groton, Connecticut vào ngày 15 tháng 5, 1941. Nó được hạ thủy vào ngày 6 tháng 3, 1942, được đỡ đầu bởi bà Randall Jacobs, phu nhân Chuẩn đô đốc Randall Jacobs, và được cho nhập biên chế cùng Hải quân Hoa Kỳ vào ngày 19 tháng 6, 1942 dưới quyền chỉ huy của Hạm trưởng, Thiếu tá Hải quân John A. Bole, Jr.

## Lịch sử hoạt động

### 1942

#### Chuyến tuần tra thứ nhất

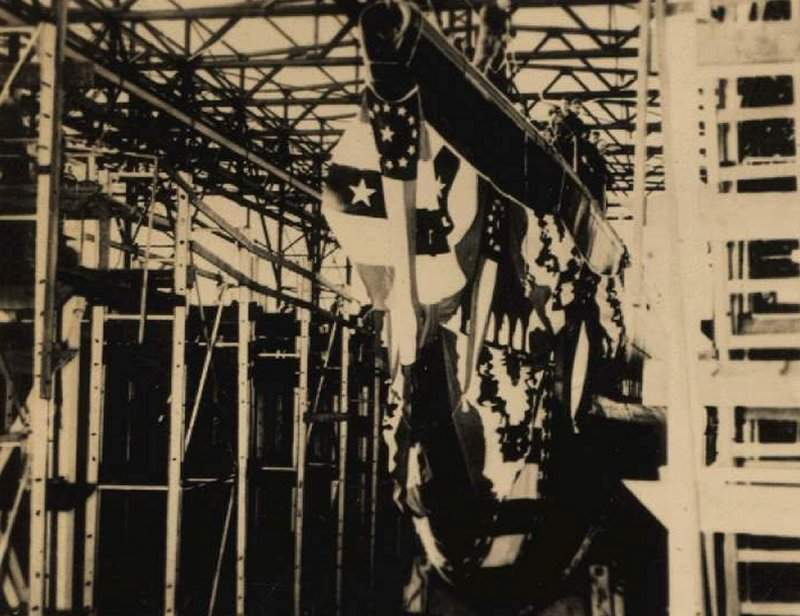
Amberjack (SS-219) chuẩn bị được hạ thủy tại xưởng tàu Electric Boat Co., ngày 6 tháng 3 năm 1942.

Sau khi hoàn tất việc chạy thử máy huấn luyện tại các vùng biển ngoài khơi New London, Connecticut và Newport, Rhode Island, Amberjack chuẩn bị để được điều động sang khu vực Mặt trận Thái Bình Dương. Nó lên đường vào ngày 20 tháng 7, 1942 để đi sang vùng biển Hawaii, băng qua kênh đào Panama vào giữa tháng 8, và đi đến Trân Châu Cảng vào ngày 20 tháng 8. Sau khi tiếp tục được huấn luyện, nó lên đường cho chuyến tuần tra đầu tiên vào ngày 3 tháng 9, ghé đến đảo Johnston để tiếp nhiên liệu trước hoạt động tại khu vực giữa bờ biển Đông Bắc của đảo New Ireland và Bougainville tại quần đảo Solomon.
Amberjack tuần tra ngoài khơi Kavieng, New Ireland vào ngày 15 tháng 9; ba ngày sau đó nó tấn công một tàu vận chuyển lớn được một tàu khu trục hộ tống, nhưng cả bốn quả ngư lôi phóng ra đều bị trượt. Khi tuần tra eo biển Bougainville vào ngày 19 tháng 9, nó đã phóng ngư lôi đánh chìm được tàu chở hàng Shirogane Maru. Nó trông thấy một tàu tuần dương được một tàu khu trục hộ tống vào ngày 25 tháng 9, nhưng chưa kịp vào vị trí tấn công khi bị tàu khu trục đối phương truy đuổi và tấn công bằng mìn sâu; nó thoát được mà không bị hư hại. Trong những ngày tiếp theo nó trinh sát hình ảnh các đảo Tau, Kilinailau, Greenwich và Ocean.
Phát hiện một tàu tuần dương Nhật vào sáng ngày 30 tháng 9, Amberjack phóng bốn quả ngư lôi từ các ống phóng phía đuôi tàu, nhưng đều bị trượt; chiếc tàu ngầm lại phóng thêm hai quả từ phía mũi nhưng lại không trúng đích và mục tiêu chạy thoát. Một tuần sau đó ngoài khơi Kavieng, nó tiếp cận một tàu chở hàng, phóng ra hai ngư lôi và trúng đích một quả; tuy nhiên đối thủ chỉ bị hư hại và tiếp tục di chuyển được, nên Amberjack tiếp tục truy đuổi. Sau một giờ, hai bên đấu pháo lẫn nhau nhưng đều không trúng đích do khoảng cách quá xa; và sau hai giờ nữa chiếc tàu ngầm phóng tiếp hai quả ngư lôi trúng đích, đánh chìm được chiếc Senkai Maru. Tiếp tục tuần tra ngoài khơi Kavieng vào ngày 10 tháng 10, chiếc tàu ngầm phát hiện tàu bè đối phương trong cảng nên phóng ngư lôi thẳng vào nơi neo đậu, gây hư hại cho một tàu chở hàng và khiến chiếc Tonan Maru II (19.262 tấn), một tàu vận chuyển máy bay, bị đắm tại vùng nước nông; tuy nhiên Tonan Maru II sau đó được trục vớt, kéo về Nhật Bản để sửa chữa và được đưa trở lại hoạt động.
Amberjack lên đường đi Espiritu Santo để sửa chữa các thùng dằn vào ngày 16 tháng 10, và đến nơi vào ngày 19 tháng 10. Đang trong quá trình sửa chữa, nó được huy động để vận chuyển nhân sự, bom và xăng máy bay đến Guadalcanal; nhưng trên đường hướng sang quần đảo Solomon, nó được chuyển hướng đến Tulagi, đến nơi vào ngày 25 tháng 10 để chất dỡ hàng hóa. Sang ngày hôm sau nó lên đường đi Brisbane, Australia, đến nơi vào ngày 30 tháng 10.

#### Chuyến tuần tra thứ hai
Sau khi được tái trang bị cặp bên mạn tàu tiếp liệu tàu ngầm Griffin cùng một đợt thực hành huấn luyện, Amberjack lên đường vào ngày 21 tháng 11 để bắt đầu chuyến tuần tra thứ hai. Nó bắt gặp hai tàu khu trục đối phương vào sáng ngày 27 tháng 11, có thể đang vận chuyển tiếp liệu cho lực lượng Nhật Bản tại Guadalcanal, và đã phóng bốn quả ngư lôi từ phía đuôi tàu nhưng đều không trúng đích. Ngay lúc đó một tàu khu trục thứ ba băng qua ngay bên trên nó, và chiếc tàu ngầm phải cơ động để né tránh các quả mìn sâu trong suốt hai giờ tiếp theo. Sau đó con tàu chuyển đến điểm tuần tra ở lối ra vào phía Đông quần đảo Shortland.
Hai ngày sau đó, khi đang tuần tra cách 6 mi (9,7 km) về phía Đông quần đảo Treasury, Amberjack phát hiện một tàu ngầm Nhật Bản trên mặt nước, nhưng không bắt kịp đối thủ. Nó lại trông thấy một tàu ngầm đi vào cảng vào ngày 3 tháng 12, phóng bốn quả ngư lôi tấn công nhưng không có kết quả. Trong suốt mười ngày tiếp theo nó phát hiện nhiều mục tiêu nhưng không thể tấn công; đến ngày 15 tháng 12 nó lại thấy một đoàn bốn hoặc năm tàu đang hướng đến Rabaul, và phóng bốn quả ngư lôi nhắm vào ba chiếc trong số chúng nhưng vẫn không thể gây hư hại cho bất kỳ chiếc nào.
Đang khi tuần tra ngầm dưới nước vào ngày 20 tháng 12, Amberjack bị hai tàu hộ tống Nhật Bản tấn công và chịu đựng nhiều hư hại nhưng không nghiêm trọng. Nó tiếp tục tuần tra về phía bờ biển Đông Bắc của đảo New Ireland, phát hiện một tàu khu trục Nhật Bản vào ngày 3 tháng 1, 1943, rõ ràng đang đợi để hộ tống một đoàn tàu vận tải từ quần đảo Palau; tuy nhiên nó không thể đi đến vị trí thuận tiện để tấn công. Hai ngày sau đó nó lên đường để quay về căn cứ, về đến Brisbane vào ngày 11 tháng 1. Tuy nhiên hoạt động bảo trì của tàu ngầm bị rút ngắn xuống chỉ có 12 ngày, do có nhu cầu cao về hoạt động tuần tra tại các vùng biển đầy dẫy tàu bè đối phương.

### 1943

#### Chuyến tuần tra thứ ba
Khởi hành từ Brisbane vào ngày 24 tháng 1, Amberjack buộc phải quay lại cảng để sửa chữa những rò rỉ nhỏ khi lặn sâu, rồi lại lên đường vào ngày 26 tháng 1 cho chuyến tuần tra thứ ba tại vùng biển Solomon. Nó được lệnh cặp sát đảo Tetepare vào ngày 29 tháng 1, rồi hướng lên phía Tây Bắc để tuần tra các lối tiếp cận Shortland, và đến ngày 1 tháng 2 tuần tra lối tiếp cận phía Tây eo biển Buka. Chiếc tàu ngầm đã đánh chìm một tàu schooner hai cột buồm bằng hải pháo ở cách đảo Buka 20 mi (32 km) vào xế trưa ngày 3 tháng 2. Kế đó nó được lệnh hướng xuống phía Nam để tuần tra về phía Đông đảo Vella Lavella.
Đến ngày 4 tháng 2, trong một cuộc tấn công ban đêm trên mặt nước kéo dài hơn hai giờ, Amberjack đã phóng năm quả ngư lôi đánh chìm một tàu chở hàng ước lượng khoảng 5.000 tấn chở đạn dược. Trong trận này một sĩ quan của chiếc tàu ngầm đã bị thương nhẹ và một hạ sĩ quan trợ y đã tử trận bởi hỏa lực súng máy. Đến ngày 8 tháng 2, nó được lệnh đi sang phía Tây đảo Ranongga, rồi hai ngày sau được lệnh hoạt động dọc theo tuyến hàng hải giữa Rabaul và Buka đến Shortland.

#### Bị đánh chìm
Vào ngày 14 tháng 2, Amberjack liên lạc vô tuyến với căn cứ lần sau cùng, báo cáo bị hai tàu khu trục đối phương săn đuổi vào đêm hôm trước nên phải lặn xuống né tránh, rồi nổi lên mặt nước và bắt làm tù binh một phi công đối phương trong ngày 13 tháng 2. Con tàu được lệnh tiếp tục tuần tra dọc theo tuyến hàng hải Rabaul, sau đó nó mất liên lạc và không hồi đáp mọi bức điện gửi đến. Amberjack được cho là bị mất vào ngày 22 tháng 3, 1943.
Căn cứ theo tài liệu thu được từ Hải quân Đế quốc Nhật Bản sau chiến tranh, vào ngày 16 tháng 2, sau khi một máy bay tuần tra Nhật Bản đã phát hiện và tấn công một tàu ngầm Hoa Kỳ, các tàu phóng lôi Hiyodori và Tàu săn ngầm số 18 đã cùng phối hợp tấn công với chín quả mìn sâu tại tọa độ 5°05′N 152°37′Đ / 5,083°N 152,617°Đ. Một số lượng lớn dầu mazut và mảnh vỡ thân tàu trồi lên mặt biển, và đợt tấn công này được cho là đã đánh chìm Amberjack. Tuy nhiên vẫn không thể có kết luận chắc chắn sau cùng, vì tàu ngầm Grampus (SS-207) cũng bị mất tại cùng khu vực này vào khoảng thời gian đó. Với những chứng cứ đã có, nhiều khả năng cuộc tấn công ngày 16 tháng 2 đã đánh chìm Amberjack; nhưng nếu nó sống sót qua đợt này, bất kỳ cuộc tấn công và chứng kiến nào khác được cho là của Grampus đều có thể đã xảy ra cho Amberjack.

## Phần thưởng
Amberjack được tặng thưởng ba Ngôi sao Chiến trận do thành tích phục vụ trong Thế Chiến II. Nó được ghi công đã đánh chìm hai tàu Nhật Bản với tổng tải trọng 5.225 tấn.
|  |                                         |  |
|  | Bronze star · Bronze star · Bronze star |  |

| Dãi băng Hoạt động Tác chiến  |                                                                         |                                      |
| Huân chương Chiến dịch Hoa Kỳ | Huân chương Chiến dịch Châu Á-Thái Bình Dương với 3 Ngôi sao Chiến trận | Huân chương Chiến thắng Thế Chiến II |